# Patinação artística na Universíada de Inverno de 2009 - Dança no gelo
A competição de dança no gelo da patinação artística na Universíada de Inverno de 2009 foi realizada no Centro Internacional de Conferências e Exibições, em Harbin, China. A dança compulsória foi disputada no dia 21 de fevereiro, a dança original no dia 22 de fevereiro e a dança livre no dia 23 de fevereiro de 2009.

## Medalhistas
| Ouro   | ISR Alexandra Zaretski / Roman Zaretski |
| Prata  | RUS Ekaterina Rubleva / Ivan Shefer     |
| Bronze | UKR Alla Beknazarova / Vladimir Zuev    |

## Resultados

### Geral
| Pos.              | Nome                                 | Nacionalidade    | Pontos | DC         | DO         | DL         |
| ----------------- | ------------------------------------ | ---------------- | ------ | ---------- | ---------- | ---------- |
| Medalha de ouro   | Alexandra Zaretski / Roman Zaretski  | Israel           | 177.43 | 34.77 (1)  | 53.67 (1)  | 88.99 (1)  |
| Medalha de prata  | Ekaterina Rubleva / Ivan Shefer      | Rússia           | 170.43 | 34.43 (2)  | 52.10 (2)  | 83.90 (2)  |
| Medalha de bronze | Alla Beknazarova / Vladimir Zuev     | Ucrânia          | 163.07 | 33.44 (3)  | 50.54 (4)  | 79.09 (5)  |
| 4                 | Kristina Gorshkova / Vitali Butikov  | Rússia           | 162.83 | 32.05 (4)  | 50.98 (3)  | 79.80 (3)  |
| 5                 | Ekaterina Bobrova / Dmitri Soloviev  | Rússia           | 157.43 | 30.64 (5)  | 47.26 (6)  | 79.53 (4)  |
| 6                 | Carolina Hermann / Daniel Hermann    | Alemanha         | 152.43 | 28.35 (7)  | 48.43 (5)  | 75.65 (6)  |
| 7                 | Huang Xintong / Zheng Xun            | China            | 145.00 | 28.73 (6)  | 47.14 (7)  | 69.13 (9)  |
| 8                 | Zoé Blanc / Pierre-Loup Bouquet      | França           | 141.42 | 26.82 (9)  | 42.13 (8)  | 72.47 (7)  |
| 9                 | Isabella Pajardi / Stefano Caruso    | Itália           | 136.86 | 25.13 (11) | 40.59 (9)  | 71.14 (8)  |
| 10                | Nadezhda Frolenkova / Mikhail Kasalo | Ucrânia          | 133.06 | 26.23 (10) | 39.63 (11) | 67.20 (11) |
| 11                | Yu Xiaoyang / Wang Chen              | China            | 132.76 | 28.02 (8)  | 36.23 (14) | 68.51 (10) |
| 12                | Kamila Hájková / David Vincour       | República Tcheca | 126.35 | 24.76 (12) | 38.46 (12) | 63.13 (12) |
| 13                | Louise Walden / Owen Edwards         | Reino Unido      | 120.98 | 24.12 (13) | 39.81 (10) | 57.05 (15) |
| 14                | Guo Jiameimei / Meng Fei             | China            | 119.58 | 22.62 (15) | 36.84 (13) | 60.12 (14) |
| 15                | Penny Coomes / Nicholas Buckland     | Reino Unido      | 117.13 | 22.86 (14) | 32.69 (15) | 61.58 (13) |
| 16                | Emi Hirai / Ayato Yuzawa             | Japão            | 97.26  | 19.31 (16) | 26.49 (16) | 51.46 (16) |

Legenda
| Recorde mundial      | Recorde mundial (World record)               |                       | Recorde africano                      | Recorde africano (African) |                                           | Q | Classificado por posição (Qualified) |
| Recorde olímpico     | Recorde olímpico (Olympic record)            | Recorde da América    | Recorde da América (Americas)         | q                          | Classificado por melhor tempo (Qualified) |   |                                      |
| Melhor marca do ano  | Melhor marca do ano (World leading)          | Recorde asiático      | Recorde asiático (Asian)              | DNS                        | Não largou (Did not start)                |   |                                      |
| Recorde nacional     | Recorde nacional (National record)           | Recorde europeu       | Recorde europeu (European)            | DNF                        | Não terminou (Did not finish)             |   |                                      |
| Recorde pessoal      | Recorde pessoal do atleta (Personal best)    | Recorde da Oceania    | Recorde da Oceania (Oceania)          | DSQ / DQ                   | Desclassificado (Disqualified)            |   |                                      |
| Recorde da temporada | Recorde da temporada do atleta (Season best) | Recorde sul-americano | Recorde sul-americano (South America) | NM                         | Sem marca (No mark)                       |   |                                      |